# Anton Yawhenavich Matsveenka
Anton Yawhenavich Matsveenka (tiếng Belarus: Антон Яўгенавіч Мацвеенка; tiếng Nga: Антон Евгеньевич Матвеенко; sinh 3 tháng 9 năm 1986) là một cầu thủ bóng đá Belarus. Tính đến năm 2017, anh thi đấu cho Vitebsk.